# Çandır (district)
Çandır is een Turks district in de provincie Yozgat en telt 5.284 inwoners (2007). Het district heeft een oppervlakte van 98,9 km². Hoofdplaats is Çandır.
De bevolkingsontwikkeling van het district is weergegeven in onderstaande tabel.
| 1997   | 2000   | 2007  |
| ------ | ------ | ----- |
| 14.082 | 19.037 | 5.284 |